# OpenKeychain
OpenKeychain是为Android开发的自由及开放源代码的移动应用程序，其提供符合OpenPGP标准的强大的、基于用户的加密。用户可以使用该应用对文本、文件和电子邮件进行加密、解密、签名和验证。该应用程序允许用户存储与他们交互的其他用户的公钥，并加密文件，以便只有指定的用户才能解密它们。 以同样的方式，如果从另一个用户接收到一个文件并保存了它的公钥，则接收者可以验证该文件的真实性并在必要时对其进行解密。

## 历史
OpenKeychain是在2012年作为Android Privacy Guard（AGP）的一个分支被创立的。在2010和2013年AGP没有任何新版本释出，为了加速开发以改进用户界面和API，OpenKeychain被建立。其初始版本2.0在2013年1月释出。在三年没有更新之后，APG合并了来自OpenKeychain的安全修复程序，几个月后在OpenKeychain的源代码上重新构建了一个全新的版本。然而，这个过程在2014年3月停止，而OpenKeychain开发人员继续定期发布新版本。
Cure53发现了OpenKeychain的一些安全漏洞，后来被修复。自2014年3月上一次发布以来，这些问题仍未在APG中得到修复。自K-9 Mail版本 5.200 起，APG不再受支持作为加密提供程序。

## 采用
OpenKeychain被列入OpenPGP官方主页的软件列表，保衛者計畫也推荐使用OpenKeychain而不是AGP来加密电子邮件。
TechRepublic发表了一篇关于它的文章并得出结论，“OpenKeychain 恰好是可用于 Android 的最简单的加密工具之一（它也恰好最符合 OpenPGP 标准）。”
2016年，德国联邦信息安全办公室发布了关于移动设备上的OpenPGP实现的研究并评估了OepnKeychain的功能。
OpenKeychain已适用于智能卡和 NFC 环，Ubicomp 2017上发布了一项可用性研究。

## 资金
OpenKeychain开发者参加了3个Google夏日程式碼大賽项目，共有 6 名成功的学生。
2015年，主要开发者之一从开放技术基金会获得了一年的资金支持以改进在K-9 Mail软件中的的OpenPGP支持。

## 延伸阅读
- Jack Wallen. . linux.cn. 由51CTO 布加迪翻译. 2016-01-01  [2022-10-06]. （原始内容存档于2022-09-13）.